# Bailar en la cueva
Bailar en la cueva es el undécimo álbum de estudio del cantautor uruguayo Jorge Drexler. Fue publicado el 25 de marzo de 2014 a través de Warner Music. Compuesto luego de unas presentaciones por Estados Unidos y Canadá, el material inicial fue grabado durante dos semanas en Bogotá y fue concluido en Madrid con su banda habitual.
En los Premios Grammy Latino 2014, fue nominado como álbum del año y ganando como mejor álbum cantautor, mientras que «Universos paralelos» obtuvo nominaciones como canción del año y grabación del año, ganando en la última categoría. Drexler también obtuvo una nominación para los Premios Grammy 2015 en la categoría mejor álbum de rock, urbano o alternativo latino.

## Concepto
Descrito por Drexler como «un disco de expansión personal», contiene como invitados el músico brasileño Caetano Veloso y la rapera franco-chilena Ana Tijoux, mientras Li Saumet de Bomba Estéreo tiene una participación vocal en la canción homónima y Eduardo Cabra de Calle 13 coprodujo «Todo cae». Parte del sonido más bailable fue acentuado por los músicos colombianos invitados, con sonidos de guacharaca y la asesoría de Mario Galeano de Frente Cumbiero.
Canciones en particular, como «Bolivia», es un homenaje al país que acogió a su padre, quien huyó de la Alemania nazi junto a su familia judía durante el Holocausto.

## Lista de canciones
Todas las canciones escritas y compuestas por Jorge Drexler, excepto donde se indique. 
| N.º   | Título                                 | Escritor(es)                      | Duración |  |
| 1.    | «Bailar en la cueva»                   |                                   | 4:02     |  |
| 2.    | «Bolivia» (con Caetano Veloso)         |                                   | 3:56     |  |
| 3.    | «Data data»                            | Drexler · Ben Sidran · Leo Sidran | 4:24     |  |
| 4.    | «La luna de Rasquí»                    |                                   | 3:40     |  |
| 5.    | «Universos paralelos» (con Ana Tijoux) | Drexler · Ana Tijoux              | 3:42     |  |
| 6.    | «Todo cae»                             |                                   | 4:12     |  |
| 7.    | «Esfera»                               |                                   | 4:05     |  |
| 8.    | «La plegaria del Paparazzo»            |                                   | 3:30     |  |
| 9.    | «La noche no es ciencia»               |                                   | 3:34     |  |
| 10.   | «El triángulo de las Bermudas»         |                                   | 3:14     |  |
| 11.   | «Organdí»                              |                                   | 6:40     |  |
| 45:03 |                                        |                                   |          |  |

## Posicionamiento en listas
| Listas (2014)                     | Mejor posición |
| --------------------------------- | -------------- |
| España (Top 100 Álbumes)          | 7              |
| Estados Unidos (Latin Pop Albums) | 7              |